# Evil Things - Cose cattive
Evil Things - Cose cattive è un film del 2012 diretto da Simone Gandolfo e scritto da Debora Alessi.

## Trama
Evil Things è un blog dark/gotico creato da un misterioso “master” nel quale i cyber utenti sono invitati a postare i video con le loro azioni più cattive o diaboliche. Al termine del concorso gli autori dei quattro video più votati parteciperanno al round finale per decretare il vincitore.
I quattro – una ragazza autolesionista che ha ingoiato una tenia, un violento cocainomane che ha picchiato un senzatetto, una ragazza che ha deriso sessualmente una compagna davanti al resto della classe e un nerd che ha fatto arrestare ingiustamente un bidello creduto pedofilo – vengono condotti in un fabbricato abbandonato in campagna.
Lì, ripresi dalle webcam del blog, iniziano il gioco a eliminazione in streaming guidati dal "master", che si rivela essere un personaggio misterioso guidato da deliri mistici di onnipotenza. E la posta in gioco è molto più alta di quello che pensavano: dovranno sul serio dimostrare di essere il più cattivo e il premio finale è la sopravvivenza.

## Produzione
Il film è stato girato nella provincia di Cuneo, con un budget di 106 000 euro. La canzone che accompagna i titoli di coda, Hey Sister, è cantata da Viola e contenuta nell'album Sheepwolf.